# Gabriel María Vergara Martín
Gabriel María Vergara y Martín (Madrid, 19 de enero de 1869-Madrid, 20 de diciembre de 1948) fue un folclorista, lexicógrafo, paremiólogo, etnólogo, geógrafo y jurista español.

## Biografía
Nacido el 19 de enero de 1869 en Madrid, fue catedrático de Geografía e Historia en el Instituto de Guadalajara (1898); su producción bibliográfica ronda los cien títulos sobre historia, geografía, cronología, atlas, Derecho consuetudinario, ética, pedagogía, Cruz Roja, paremiología, lexicografía y tradiciones populares. Usó el pseudónimo de Ganevar. Falleció en Madrid el 20 de diciembre de 1948.

## Obras
- Estudio histórico de Ávila y su territorio, 1896.
- Ensayo de una colección bibliográfico-biográfica de noticias referentes a la provincia de Segovia (Taller tipográfico del Colegio de huérfanos de la guerra, 1903)
- Ensayo de una colección bibliográfico-biográfica de noticias referentes a la provincia de Segovia(Colegio de Huérfanos de la Guerra, 1903)
- Refranes y cantares geográficos de España. (Suárez, 1906)
- Derecho Consuetudinario y Economía Popular de la Provincia de Segovia. Madrid. Imprenta del Asilo de Huérfanos del S. C. De Jesús, 1909.
- Elementos de Cosmografía y nociones de física del Globo y de geografía política, 1910.
- Nociones de Geografía Comercial y Estadística, 1911.
- Los diputados eclesiásticos en las cortes de Cádiz, 1912 .
- Cantares populares (Tipográfico de Fortanet, 1912)
- Carácter y cualidades de los habitantes de las diferentes regiones españolas según las frases populares (1915)
- Apodos que aplican a los habitantes de algunas localidades españolas los de los pueblos próximos (1918)
- Cosas notables de algunas localidades españolas, según los cantares y frases populares (1918)
- Refranero de meteorología agrícola y de agrología (1920)
- Mil cantares populares (1921)
- Mil cantares populares amorosos (Madrid: Librería de los sucesores de Hernando, 1921)
- Materiales para la formación de un vocabulario de palabras usadas en Segovia y su tierra.(MAdrid: Librería de los Sucesores de Hernando, 1921)
- El cante jondo: Siguiriyas Gitanas, Soleares y soleariyas, 1922.
- Diccionario etnográfico americano (Madrid: Sucesores de Hernando, 1922)
- Algunas adivinanzas infantiles de carácter geográfico (1923)
- Diccionario geográfico popular de cantares (Madrid: Sucesores de Hernando, 1923)
- Cuatro mil palabras y algunas más, de uso frecuente, no incluidas en el Diccionario de la Real Academia Española (décima quinta edición) o que lo están en otras acepciones o como anticuadas (1925)
- La poesía popular madrileña y el pueblo de Madrid. (Madrid: Hernando, 1926)
- Diccionario de voces y términos geográficos (Madrid: Hernando, 1926)
- La poesía popular Madrileña y el pueblo de Madrid. (Madrid: Hernando, 1926)
- Apuntes para la formación de una cronología americana (Madrid: Hernando, 1927)
- Cantares, refranes, adagios, proverbios, modismos, locuciones y frases proverbiales (Madrid: Impr. de J. Pueyo, 1929)
- Diccionario de frases, adagios, proverbios, modismos, locuciones y frases proverbiales que se emplean en la América española o se refieren a ella (Madrid: Hernando, 1929)
- Cantares, refranes, adagios referentes a curas, monjas, frailes y sacristanes, Madrid en 1929
- Catálogo de las regiones naturales, comarcas y territorios del suelo español: Comarcas y territorios del suelo español, Madrid: Librería y Casa Editorial Hernando, 1930
- Diccionario hispanoamericano de voces sinónimas y análogas (Madrid: Hernando, 1930)
- Relaciones entre las festividades de la Iglesia y los fenómenos atmosféricos, 1931.
- Historia de la Real Congregación de esclavos del dulce nombre de María, 1931
- Algunas cosas notables y curiosas de la Provincia de Guadalajara, según los refranes y cantares populares (1931)
- Algunos refranes y modismos populares de carácter geográfico empleados en España con relación a otros pueblos (1931)
- Algunos refranes, modismos y cantares geográficos que se emplean en la América española o se refieren a ella recogidos y ordenados (Impr. del Patronato de Huérfanos de Intendencia Intervención Militares, 1931)
- Nociones de Geografía General y particular de Europa, 1932
- Algunos refranes meteorológicos referentes a los diversos meses del año (1932).
- Cantares populares (Madrid: Hernando, 1932)
- Cosas notables de algunas localidades españolas según los cantares y frases populares, (Madrid: Hernando, 1932)
- Cosas raras o curiosas de algunas localidades españolas (Madrid: Hernando, 1932)
- Algunos cantares, refranes, frases y pasquines españoles de carácter histórico o circunstancial. (Madrid: Hernando, 1932)
- Cantares populares recogidos en la provincia de Guadalajara. (Madrid: Hernando, 1932)
- Diccionario hispanoamericano de nombres gentilicios, 1933
- Toledo según los refranes y cantares populares (1933)
- Algunos romances populares de carácter geográfico (1934)
- Cosas notables o curiosas de Sevilla, según los refranes y cantares populares (1934), *Algunos refranes y modismos populares de carácter geográfico, empleados en España con relación a Portugal (sin año),
- Algunas cosas notables o curiosas de la ciudad de Toledo (Madrid: Hernando, 1934)
- Coplas y romances que cantan los mozos en algunos pueblos de Castilla la Vieja (Hernando, 1934)
- Refranero geográfico español (Madrid: Hernando, 1936)